# Oxyopes gratus
Oxyopes gratus es una especie de araña del género Oxyopes, familia Oxyopidae. Fue descrita científicamente por L. Koch en 1878.
Habita en Australia (Queensland, Victoria, Territorio del Norte, Australia Occidental).